# Pawhuska (Oklahoma)
Pawhuska es una ciudad ubicada en el condado de Osage en el estado estadounidense de Oklahoma. En el año 2010 tenía una población de 3584 habitantes y una densidad poblacional de 369,48 personas por km².

## Geografía
Pawhuska se encuentra ubicada en las coordenadas 36°40′9″N 96°19′59″O / 36.66917, -96.33306 (36.669194, -96.333048).

## Demografía
Según la Oficina del Censo en 2000 los ingresos medios por hogar en la localidad eran de $25,156 y los ingresos medios por familia eran $31,599. Los hombres tenían unos ingresos medios de $25,682 frente a los $17,690 para las mujeres. La renta per cápita para la localidad era de $13,916. Alrededor del 17.5% de la población estaban por debajo del umbral de pobreza.